# 闭花耳草
闭花耳草（学名：Hedyotis cryptantha）为茜草科耳草属下的一个种。

## 扩展阅读
維基物種上的相關：闭花耳草